# Letni Festiwal Jazzowy w Piwnicy pod Baranami
Letni Festiwal Jazzowy w Piwnicy pod Baranami – festiwal jazzowy, odbywający się od 1996 w Krakowie.
Festiwal odbywa się zwykle w lipcu lub na przełomie lipca i sierpnia, gromadząc najlepszych polskich jazzmanów oraz znanych gości zagranicznych. Koncerty odbywają się w Piwnicy pod Baranami, Operze Krakowskiej, w budynku Radia Kraków, na Rynku Głównym oraz w kilku klubach jazzowych.
Dyrektorem Festiwalu od początku jest Witold Wnuk.